# Chiến dịch Solomon
Chiến dịch Solomon là một chiến dịch quân sự của Israel năm 1991 đưa người Do Thái Ethiopia đến Israel.
Năm 1991, chính phủ  Ethiopia của Mengistu Haile Mariam gần bị lật đổ bới các thắng lợi quân sự trước đó của những người nổi loạn Tigrea, đe dọa bất ổn chính trị nguy hiểm cho Ethiopia. Nhiều tổ chức Do Thái, bao gồm nhà nước Israel, đã quan ngại về cuộc sống của một số lượng dân đáng kể người Do Thái Ethiopia, gọi đúng tên là Beta Israel, sống ở Ethiopia. Ngoài ra, chế độ của Mengistu cũng đã gây nhiều khó dễ cho Beta Israel sống ở Ethiopia, và quyền lực yếu dần đi của chế độ này cũng tạo một cơ hội hứa hẹn cho những người Beta Israel trước đó đã mong muốn di cư đến Israel. Trong năm trước đó, năm 1990, chính phủ Israel và các lực lượng phòng thủ Israel, ý thức được tình hình chính trị của Mengistu đang xấu đi, đã lên kế hoạch không vận dân số Beta Israel ở Ethiopia đến Israel. Đây là đợt di cư lớn nhất của người Beta Israel cho đến nay.
Trong 36 tiếng, các chuyến bay thẳng của 34 chuyến IAF C-130, chở đầy tải với 14.325 người Beta Israel từ Ethiopia đến Israel, nơi họ được cấp chỗ ở và lương thực. Khi này kết thúc, Chiến dịch Solomon đã đưa số người Beta Israel đến Israel nhiều hơn số lượng của các Chiến dịch Moses và Chiến dịch Joshua cộng lại.
Chiến dịch này cũng tạo ra một kỷ lục về số hành khách trên một chuyến bay vào ngày 24 tháng 5 năm 1991 khi một chiếc Boeing 747 của El Al chở 1.122 hành khách đến Israel (1.087 hành khách đăng ký nhưng hàng chục đứa trẻ trốn trong áo choàng của mẹ chúng).